# Giacomo Leopardi
Giacomo Leopardi (29. června 1798, Recanati – 14. června 1837, Neapol) byl jedním z největších italských romantických básníků, filozof, esejista a filolog.

## Život a dílo
Pocházel ze šlechtické rodiny, náležel mu titul hraběte. Rodina obývala starobylý palác v městečku Recanati. Měl dva sourozence, sestru Paolinu a bratra Carla.  Kvůli tělesné slabosti se v dětství věnoval především studiu. Už jako chlapec vynikal mimořádným nadáním a intelektem. Jako samouk dokonale ovládl klasické jazyky a už v osmnácti letech publikoval své první vědecké práce, především z oboru klasické filologie. Vlivem soustavného studia, kdy téměř nevycházel z domu, se zhoršil jeho zrak i pokřivení páteře. Žil velmi osaměle, stýkal se jen se členy rodiny. V roce 1817 se začal dopisovat se spisovatelem Pietrem Giordanim, pod jehož vlivem získal potřebné sebevědomí a rozhodl se definitivně pro literární dráhu. V roce 1819 vydal své první básně (ve starořečtině), v roce 1821 dvě italské básně (Itálii, Když bylo zamýšleno postavit ve Florencii Dantův pomník), které mu vynesly okamžitou slávu a uznání.
Přibližně v té době se ale začala rozvíjet jeho neobyčejně pesimistická filosofie. Leopardi věřil, že celý život je jen neodvratné a nevyhnutelné utrpení, ze kterého existuje jediná cesta, totiž zánik. Tuto rezignovanou životní filosofii vtěloval do svých básní i próz. Sbírkou osobních pocitů, filozofických úvah, literárních a filologických poznámek a záznamů jeho životních událostí je jeho deník, který začal psát v r. 1818 a pokračoval dalších patnáct let. Deník byl publikován pod názvem Zibaldone (Zápisník) až v roce 1898. Kvůli tyranskému otci odešel ve čtyřiadvaceti letech od své rodiny, protloukal se velmi chudě jako spisovatel, překladatel a filolog. V roce 1824 vyšly jeho básně, psané klasicky uměřeným, nerýmovaným jedenáctislabičným veršem, poprvé knižně. Ve stejném roce začal psát svou klíčovou prózu Operette morali (Morální dílka), v níž Leopardi své filozofické názory vyjádřil formou krátkých satirických dialogů, drobných komedií a esejů. První tři texty byly zveřejněny ve Florencii v časopisu Antologia v lednu 1826, knižně byly vydány roku 1827. Všech 24 textů bylo publikováno v posmrtném vydání spisů v roce 1945 ve Florencii.
V roce 1825 se v Miláně podílel jako odborný editor na vydání Ciceronových spisů u nakladatele Fortunata Stelly. Za získaný honorář putoval po Itálii po domech svých přátel a znovu se vrátil k lyrické poezii (např. báseň A Silvia z r. 1828). Jeho zdravotní stav se postupně zhoršoval, ke konci života oslepl a pečovala o něho sestra Paolina. Od roku 1833 žil v Neapoli poblíž svého přítele Antonia Ranieriho, kde napsal svá poslední díla – básnické skladby Západ měsíce a La Ginestra (Kručinka). Zemřel 14. června 1837 za epidemie cholery. Jeho poslední slova byla stejná jako poslední slova J. W. Goetha: „Více světla.“ Pohřben byl v kryptě kostela San Vitale na neapolském předměstí Fuorigrotta. V roce 1898 byla jeho hrobka přesunuta do Vergiliova parku v Neapoli a prohlášena národní památkou.

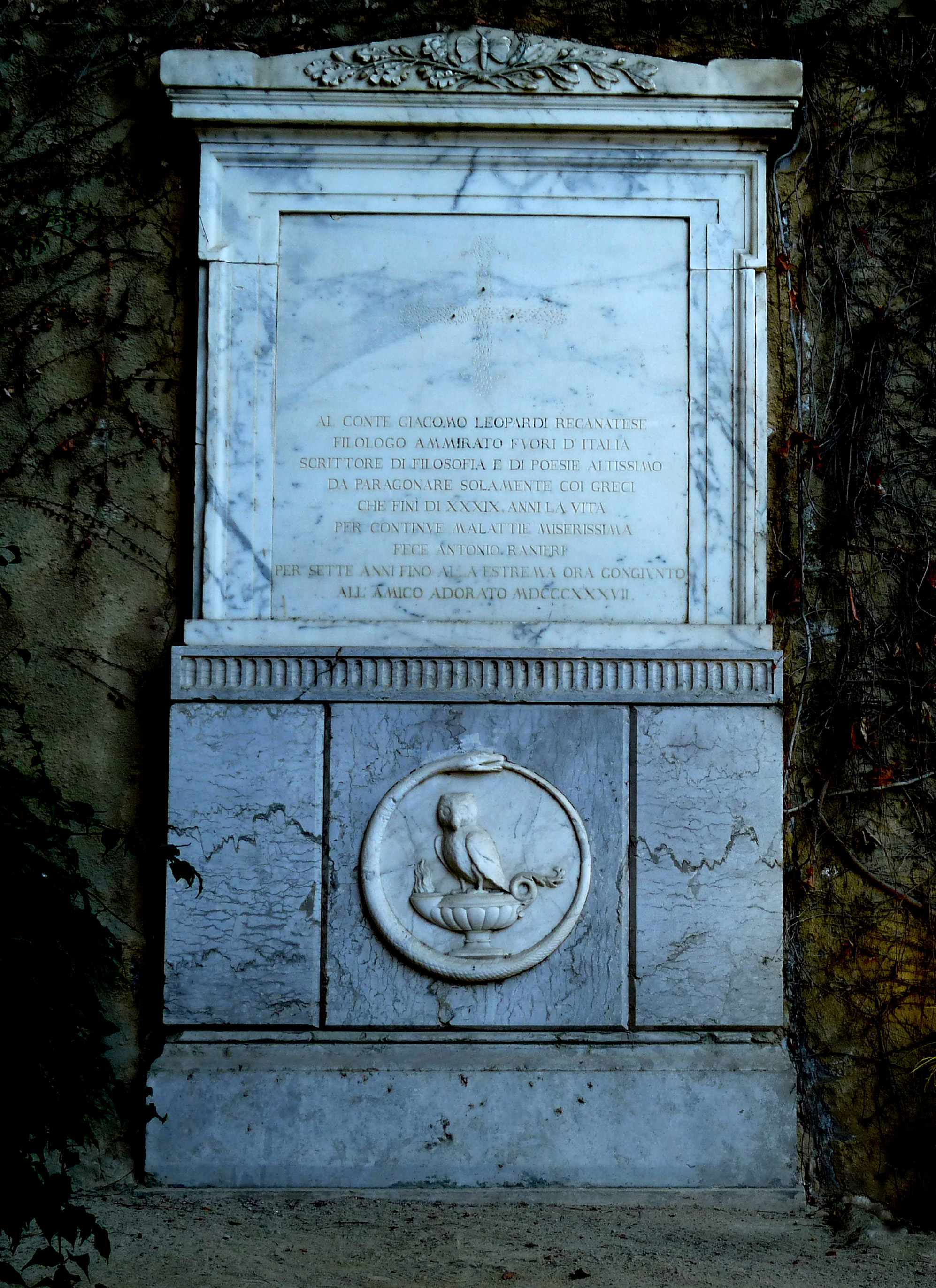
Leopardiho náhrobek, Vergiliův park v Neapoli

Leopardiho nepříliš rozsáhlou básnickou i prozaickou tvorbou se prolíná jeho ponurý světonázor. Jeho nejčastějším tématem je utrpení, jeho poezie i próza vyniká čistotou jazyka i formální nápaditostí (většinou užívá formu kancóny), svědčící o dokonalé znalosti klasických autorů. Jeho básně oslavují vymírající klasické ctnosti, italskou přírodu a historii a obsahují četné narážky a variace motivů z klasické poezie. I proto měl Leopardi velký vliv na celou moderní italskou poezii, velikost mu přiznával např. Giosuè Carducci, který jeho díla studoval a vydával. Mimo poezie psal Leopardi také filosofickou prózu, také podle klasických vzorů – převážně dialogy a aforismy.
Všechna jeho básnická díla včetně mnoha fragmentů i (nevydaný) výbor jeho próz přeložil do češtiny Jaroslav Vrchlický (Básně Giacioma Leopardiho, 1876 ), nověji pak rozsáhlý výbor z poezie Karel Zlín (Zpěvy (Canti), 2000, zrcadlové vydání) a hlavní prózy Zdeněk Digrín a Jiří Pelán (Morální dílka, 2003).

## Smrt a hrob
Leopardi zemřel na choleru na předměstí Neapole a byl pohřben v areálu tzv. Vergiliovy hrobky, jejíž okolí bylo později upraveno na Vergiliův park.